# تشارلز د. ستون
تشارلز د. ستون (بالإنجليزية: Charles D. Stone)‏ هو سياسي أمريكي، ولد في 11 أبريل 1920 في الولايات المتحدة، وتوفي في 16 أبريل 1992. حزبياً، نشط في الحزب الديمقراطي. وقد انتخب عضو مجلس نواب بنسيلفانيا.